# Ourthe

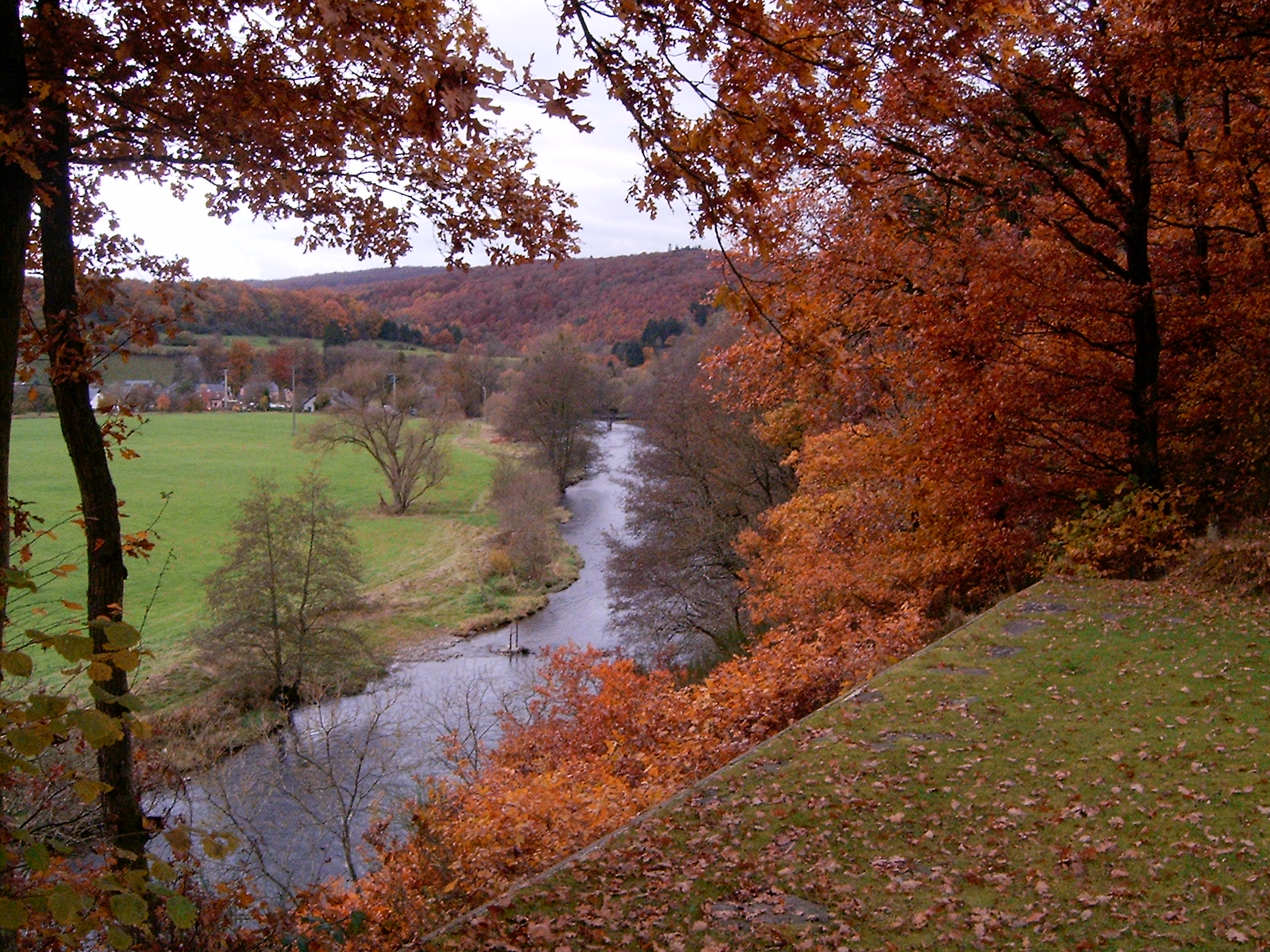
Ourthe bij Rendeux

De Ourthe (Waals: Aiwe d' Oûte, Duits: Urt) is een zijrivier van de Maas in de Belgische Ardennen, in het stroomgebied van de Maas.
De rivier ontstaat door samenvloeiing van de Westelijke Ourthe (Ourthe Occidentale, 52 km), die bij Libramont ontspringt en de Oostelijke Ourthe (Ourthe Orientale, 46 km), die bij het Duitstalig plaatsje Ourthe nabij de grens met Luxemburg begint. Beide bronrivieren verenigen zich bij Nisramont op de plek waar sedert de bouw van een stuwdam zich het meer van Nisramont gevormd heeft.
Vanaf hier spreekt men van de Boven-Ourthe (Haute-Ourthe) en vanaf La Roche-en-Ardenne van de Beneden-Ourthe (Basse-Ourthe). De Basse-Ourthe passeert Durbuy en neemt achtereenvolgens de Amblève en de Vesder op om vervolgens een paar kilometer verder in Luik in de Maas uit te monden.
Tussen La Roche-en-Ardenne en Nisramont ligt ten zuidwesten van Bérismenil Le Cheslé, een Keltisch kamp boven op een rotsplateau op 80 meter boven de Ourthe. De Ourthe slingert er zich voor driekwart om dit hoogplateau heen.
Bij Hotton liggen de grotten van Hotton waarin een onderaardse rivier stroomt waarvan het water in de Ourthe terechtkomt.
Bij Esneux ligt de Roche aux Faucons, een hoge rots boven een meander van de Ourthe. Zuidelijker ligt op een hoge rots de Kluizenarij en kapel van Sint-Thibaut bij Marcourt.
Omstreeks 1820 werd onder impuls van Willem I van Nederland begonnen met de bouw van het Ourthekanaal, dat via de Ourthe dwars door de Ardennen het Maasbekken zou verbinden met het Moezelbekken. De onafhankelijkheid van België in 1830 maakte een eind aan deze plannen. Belangrijkste restant van deze werken is de onvoltooide kanaaltunnel te Bernistap (provincie Luxemburg). Op de Beneden-Ourthe was er tot het begin van de 20e eeuw nog wel scheepvaart, getuige hiervan is o.a. de sluis te Poulseur.